# Hugo Sellheim
Hugo Sellheim (Biblis, 28 dicembre 1871 – Lipsia, 22 aprile 1936) è stato un ginecologo tedesco.
Fu professore di ginecologia e presidente presso l'Università di Lipsia dal 1926 fino alla sua morte nel 1936. È stato il 21º presidente della Società tedesca di Ginecologia e Ostetricia. È stato uno dei primi ricercatori sui test di gravidanza chimici.

## Opere
- Die Geburt des Menschen nach anatomischen, vergleichend-anatomischen, physiologischen, physikalischen, entwicklungsmechanischen, biologischen und sozialen Gesichtspunkten. J. F. Bergmann, Wiesbaden 1913.
- Was tut die Frau fürs Vaterland? . F. Enke, Stuttgart 1915.
- Die geburtshilflich-gynäkologische Untersuchung: Ein Leitfaden für Studierende und Ärzte. J. F. Bergmann, München 1923.
- Hygiene und Diätetik der Frau. J. F. Bergmann, München 1926.
- Die Bestimmung der Vaterschaft nach dem Gesetz und vom naturwissenschaftlichen Standpunkt. J. F. Bergmann, München, 1928.
- Über die Bedeutung der Frauenkunde für die Sozialversicherungen nebst Bemerkungen über Ursprung und Wesen der Frauenkunde. Zentralbl Gynäkol 53 (1929), S. 1197.
- Moderne Gedanken über Geschlechtsbeziehungen. Kabitzsch, Leipzig 1929.
- Moderne Gedanken über Geschlechtsbeziehungen.  Kabitzsch, Leipzig 1930.
- Gemütsverstimmungen der Frau: Eine medizinisch-juristische Studie. Enke, Stuttgart 1930.
- Frauengymnastik im Lichte der funktionellen Entwicklung. Kabitzsch, Leipzig 1931.
- Wechseljahre der Frau: Ihre Bedeutung für das Leben. F. Enke, Stuttgart 1932.